# Kattenburgerstraat

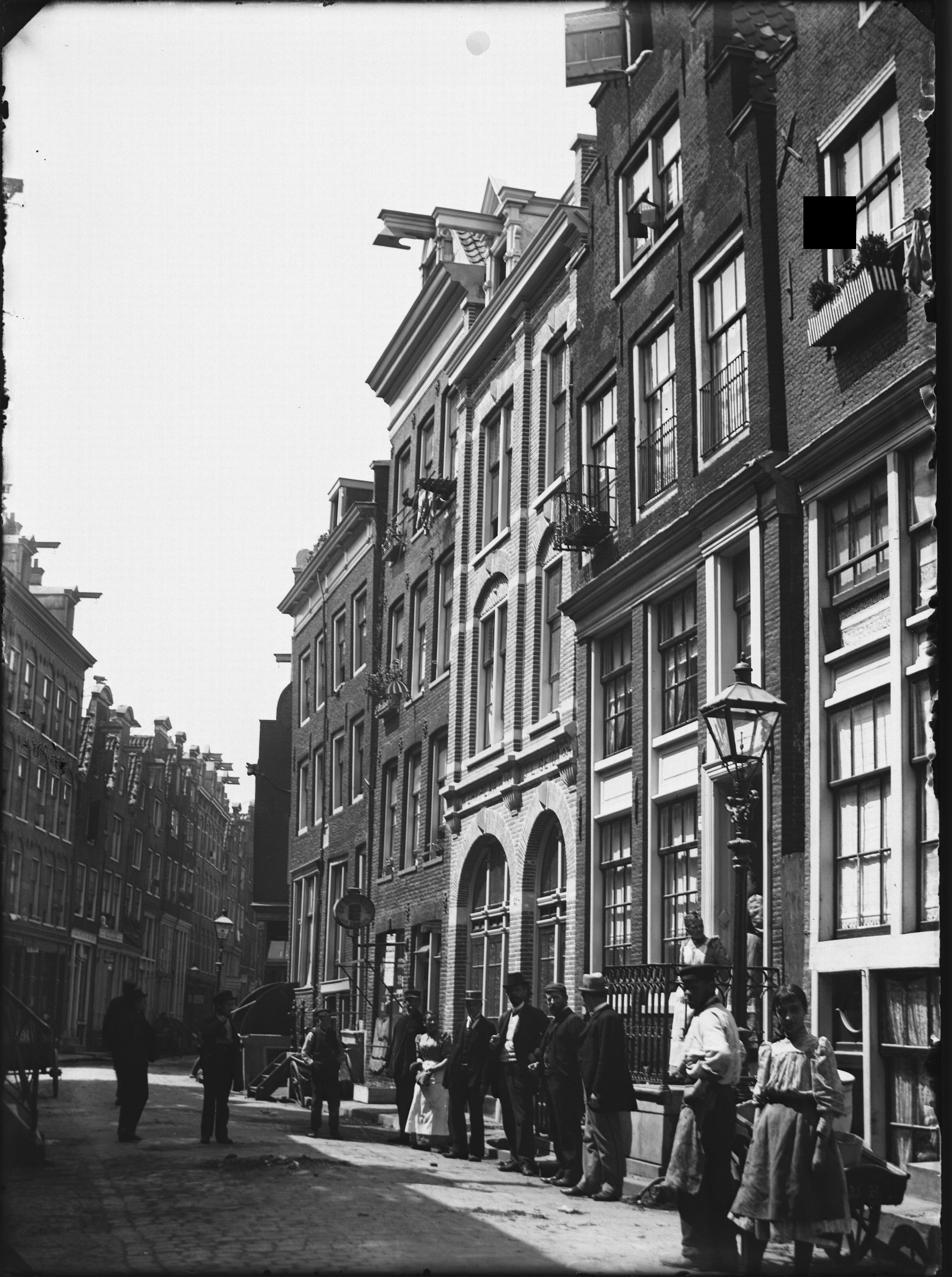
De Kleine Kattenburgerstraat voor de sloop. Foto: Jacob Olie (1894)

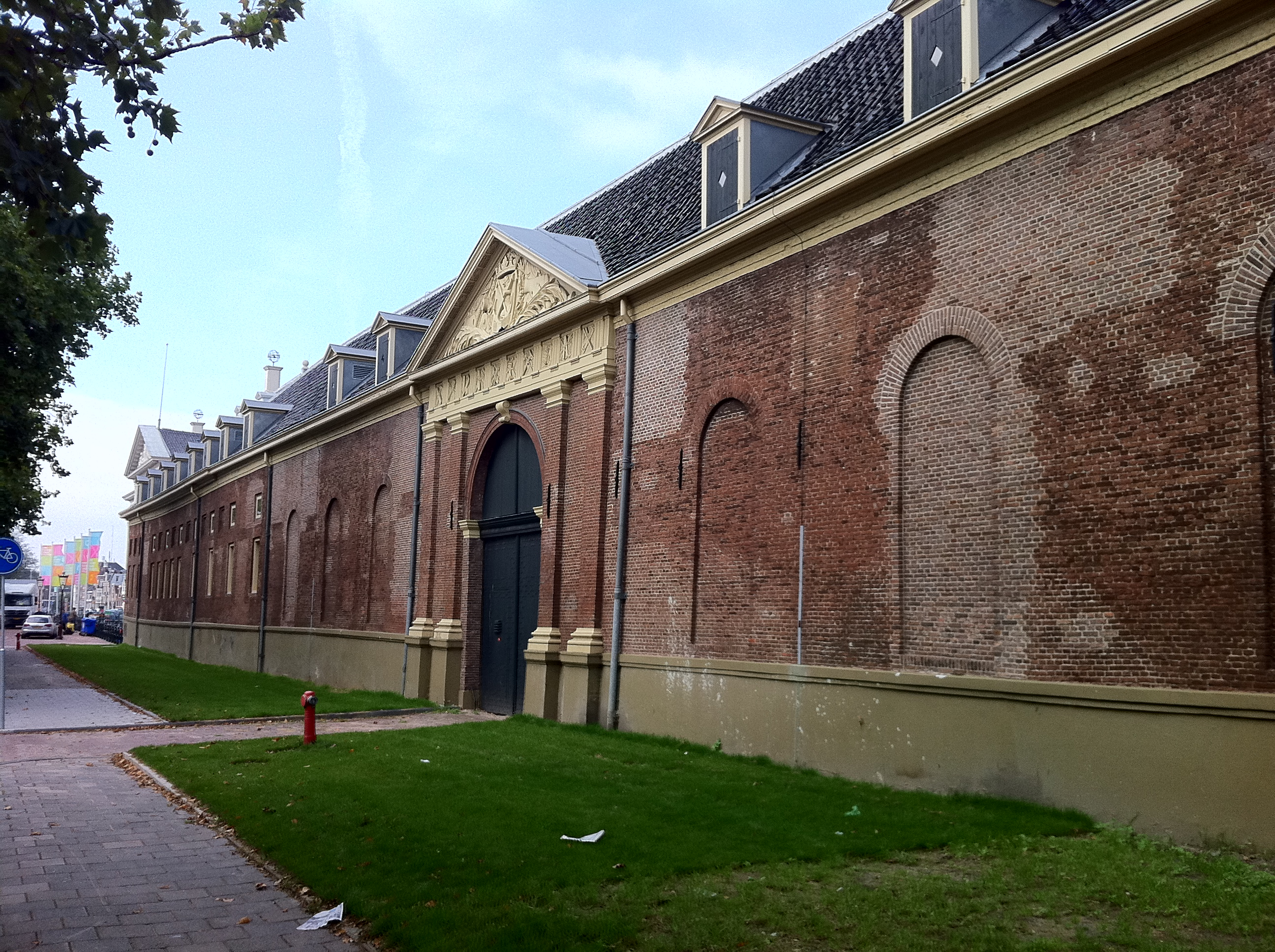
Resterende bebouwing van 's Lands Werf langs de (Grote) Kattenburgerstraat

De Kattenburgerstraat is een straat op het eiland Kattenburg tussen het Kattenburgerplein en de Marinierskade. Voor de sloop van de bebouwing op Kattenburg waren hier twee smalle straten die parallel aan elkaar liepen: de Grote Kattenburgerstraat en de Kleine Kattenburgerstraat. Van 1906 tot en met 1931 reed de tram door het begin van de Kleine Kattenburgerstraat. Via de Kattenburgerkade werd vervolgens naar het eindpunt Mariniersplein gereden. Tot 1913 was dit tramlijn 7 en daarna lijn 18. In 1932 verdween de tram uit de buurt, die zwaar door de economische recessie was getroffen.
De oude bebouwing aan de beide Kattenburgerstraten is na de Tweede Wereldoorlog gedeeltelijk en in de jaren zestig geheel gesloopt. In de jaren zeventig is er nieuwbouw gekomen, waaronder enkele studentenflats aan het begin van de straat. Sinds 1968 vormt de Kattenburgerstraat een drukke doorgaande route van de Piet Heinkade, via een spooronderdoorgang en de Mariniersbrug (over de Dijksgracht), naar de IJtunnel. 
Direct aan het begin van de Kattenburgerstraat, aan het Kattenburgerplein, ligt de hoofdingang van het Scheepvaartmuseum. Op het plein staat een stalen beeld van Alphons Freijmuth, dat op een hoge sokkel in silhouet een matroos met een zeilschip en een golf uitbeeldt. De huidige bebouwing op het Kattenburgerplein is een ontwerp van Monumenten en Archeologie (Amsterdam) van de Gemeente Amsterdam. De gevelwand op het plein, is een reconstructie van oude panden die vroeger op het eiland Kattenburg hebben gestaan.
Aan de Kattenburgerstraat was tot 2018 nog een kazerne van de Koninklijke Marine gevestigd, het Marine Etablissement Amsterdam. Dit complex heeft deels een openbare functie gekregen. Het Poortgebouw (Kattenburgerstraat 7) en de Voorwerf zijn in 2015 als eerste van het Marineterrein opengesteld. Met de gereconstrueerde gevels op het Kattenburgerplein is dit is de enige bebouwing die van het oude Kattenburg bewaard is gebleven.